# قلعه اشتاون

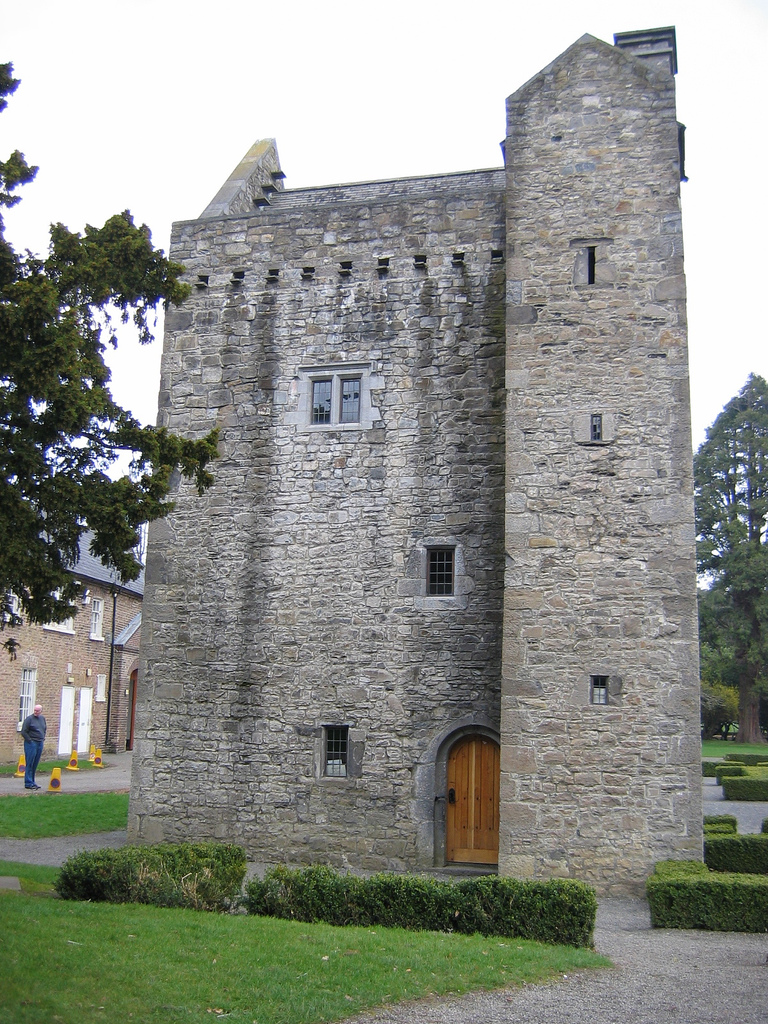
قلعه اشتاون

قلعه اشتاون (ایرلندی: Caisleán Bhaile an Ásaigh) یک خانه برجی در پارک فونیکس در دوبلین، ایرلند است.
این قلعه در داخل دیوارهای یک ساختمان بسیار بزرگتر و جدیدتر در گرجستان پنهان شده‌بود، خانه کنار برج که به نام خانه اشتاون نیز شناخته می‌شد، تا سال ۱۹۷۸ توسط پاپ نونسیو استفاده می‌گردید. در آن زمان این قلعه به دلیل فرسودگی از نظر ساختاری غیرقابل ترمیم تلقی می‌شد. زمانی که ساختمان در حال تخریب بود، قلعه اشتاون مورد توجه قرار گرفت و اکنون این قلعه بازسازی شده و به‌عنوان بخشی از مرکز بازدیدکنندگان پارک فونیکس محسوب می‌شود.

## مرکز بازدید کنندگان پارک فونیکس
مرکز بازدیدکنندگان پارک فونیکس در کنار قلعه قرار دارد. که قدمت آن به ۳۵۰۰ سال قبل از میلاد بر می‌گردد. در محوطه مرکز بازدیدکنندگان یک رستوران وجود دارد.